# 金融商品販売業者等
金融商品販売業者等（きんゆうしょうひんはんばいぎょうしゃとう）とは、金融商品（預貯金、信託、保険、有価証券、デリバティブほか。金融商品取引法の範囲よりも広い）の販売等（販売又はその代理若しくは媒介（顧客のために行われるものを含む。）をいう。）業として行う者をいう。金融商品の販売等に関する法律により、金融商品の販売等において顧客に説明の義務を負う。
なお、金融商品の販売等に関する法律は、まず「金融商品の販売等」を定義（第2条第2項）し、これを業として行う者を「金融商品販売業者等」と定義しているため、「金融商品販売業者」という概念は存在しない。